# Martyna Byczkowska

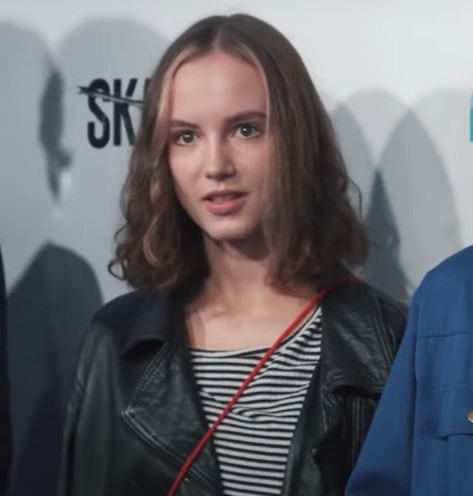
Martyna Byczkowska (2021)

Martyna Byczkowska (* 26. November 1995 in Gdynia) ist eine polnische Schauspielerin und Model.

## Leben und Karriere
Martyna Byczkowska wurde am 26. November 1995 in Gdynia geboren. Sie wuchs in Danzig und später in Kartuzy auf. Sie studierte an der Aleksander-Zelwerowicz-Theaterakademie Warschau.
Ihr Debüt gab sie 2017 in dem Film Man Proposes, God Disposes. Anschließend war sie 2018 in der Fernsehserie O mnie się nie martw zu sehen. Außerdem spielte sie 2020 in Das Grab im Wald mit. Unter anderem wurde sie 2022 für die Serie Mental gecastet. 2023 setzte Byczkowska ihre Karriere in Absolute Anfänger fort. Im selben Jahr bekam sie in der Serie 1670 eine Hauptrolle.

## Filmografie (Auswahl)
Filme
- 2017: Man Proposes, God Disposes
- 2022: Na chwilę, na zawsze
- 2022: Obudź się

Serien
- 2018: O mnie się nie martw
- 2018: Druga szansa
- 2020: Das Grab im Wald (W głębi lasu)
- 2022: Mental
- 2023: Absolute Anfänger
- 2023: 1670